# Massimo Bernardini
Massimo Bernardini (Milano, 16 luglio 1955) è un giornalista, conduttore televisivo e autore televisivo italiano.

## Biografia
Prima di diventare giornalista professionista, negli anni ottanta si è occupato di musica, prima come arrangiatore, poi come pubblicista e critico musicale su periodici e quotidiani come Radiocorriere TV, Famiglia Cristiana, Avvenire (di cui è stato poi anche il capo della redazione spettacoli) e Il Sabato.
Nel 1987 ha scritto una biografia di Francesco Guccini, edita da Franco Muzzio, e nel 2002 l'introduzione critico-biografica al libro Giorgio Gaber. La libertà non è star sopra un albero. Antologia ragionata edito da Einaudi.
Dopo aver lavorato in radio come autore e conduttore, ha collaborato anche alla nascita dell'emittente satellitare cattolica Sat 2000, per la quale ha ideato e condotto nel 2001-2002 la prima stagione de Il grande talk, una serie di trenta puntate dedicate al genere televisivo del talk show. Dalla seconda edizione, e fino al 2005, la trasmissione è stata condotta in collaborazione fra Sat 2000 e Rai Educational.
Dal 2004 al 2006 è autore di otto puntate sul Festival Teatro Canzone Giorgio Gaber di Viareggio trasmesse da Rete 4. Dal 2005 è coautore e conduttore di TV Talk (19 edizioni), programma di Rai Educational in onda il sabato su Rai 3, che commenta gli eventi televisivi della settimana sulle emittenti pubbliche e private principali e per cui riceve il premio Flaiano di Televisione (2020).
Nel 2013 conduce, sempre su Rai 3, il ciclo di trasmissioni È uno di quei giorni. Dall'11 novembre 2013 fino all'11 settembre 2016 ha condotto Il tempo e la storia, trasmissione di divulgazione storica curata da Rai Cultura e in onda su Rai 3 e Rai Storia.
Nel 2015 è nella giuria di esperti del Festival di Sanremo.
Dal 2016 è autore e conduttore di Nessun dorma, trasmissione dedicata alla musica in tutte le sue forme in onda su Rai 5.
Per il canale tematico Rai Storia, attraverso Da oggi la Rai (2017), Bernardini propone un documentario che ripercorre le prime fasi della televisione. Nello stesso anno gli è affidata la collaborazione scientifica di "TV 70", una mostra che racconta la televisione degli anni Settanta fra biografia, arte e immaginario collettivo. Conduce su Rai Storia, di venerdì alle 21.10, il programma Tv Storia dal 24 novembre 2017.
Nel 2023 è ospite del programma Sulla via di Damasco su Rai 3 parlando del rapporto tra religiosità, comunicazione e social media ed è fra i personaggi intervistati nel documentario Rai People from Cecchetto.
Il 25 maggio 2024 lascia TvTalk per motivi d'età e di famiglia.

## Filmografia parziale

### Cinema
- Ricky & Barabba, regia di Christian De Sica (1992)

## Opere

### Monografie
- Guccini, Padova, Franco Muzzio, 1987. ISBN 88-7021-429-X

### Saggi
- Intervista raccolta, in Claudio Chieffo, Canzone per te: i testi delle canzoni, prefazione di Rocco Buttiglione, Ravenna, Longo, 1990.
- Le domande del signor G. - Alla ricerca dell'Io, « Tracce: Litterae Communionis », ediz. Comunione e Liberazione, n. 5, maggio 1999 (on-line).
- Introduzione, in Giorgio Gaber, La libertà non è star sopra un albero: antologia ragionata, a cura di Valentina Pattavina, prefazione di Gad Lerner, con un'intervista a Giorgio Gaber di Vincenzo Mollica, Torino, Einaudi, 2002. ISBN 880613132X
- Giorgio Gaber : Parole e canzoni, in Altri conformismi: Croce, Testori, De Felice, Rossi, Campanile, Gaber: ri-lettura di un secolo attraverso i contrasti, le voci, i libri, a cura di Massimiliano Finazzer Flory, Venezia, Marsilio, 2005. ISBN 88-317-8611-3
- Le mosse di Maria, in Il corpo, a cura di P. Ciardella e M. Gronchi, Milano, Paoline Editoriale Libri, 2006. ISBN 88-315-3162-X
- 'Handle with care': il religioso nei media, in Rapporto sull'analfabetismo religioso in Italia, a cura di Alberto Melloni, Bologna, Il mulino, 2014. ISBN 978-88-15-25129-9

### Podcast
- Aldo Moro: il grande Tessitore su raiplaysound.it - Il Tempo e la Storia: Massimo Bernardini ne parla con il professor Agostino Giovagnoli, pubblicato il 5 maggio 2023.
- Il dilemma su apple.com, tre interviste a Giorgio Gaber dal 1998 al 2001, serie "E pensare che c'era il pensiero: parla il signor G. - Intesa Sanpaolo On Air", Fondazione Giorgio Gaber/Banca Intesa, 23 giugno 2023